# Glenr
Glenr (in norreno [ɡlenz̠], "apertura nelle nuvole"), nella mitologia norrena è il marito di Sól, la dea che conduce il carro solare per il cielo.
Glenr è anche un nome alternativo per Glær, uno dei cavalli elencati dal Gylfaginning tra quelli cavalcati dagli Æsir.